# Wright R-3350 Duplex-Cyclone
Wright R-3350 Duplex-Cyclone je eden najmočnejših zvezdastih letalskih motorjev. Ima dve vrsti z 18 cilindri (9 v vsaki). Ima motorsko gnan polnilnik in je zračno hlajen. Moč motorje je od 2 200 do 3800 KM (1640 do 2760 kW), odvisno od različice. Razvili so ga pri podjetju Wright Aeronautical pred drugo svetovno vojno, vendar so ga uporabili precej kasneje na bombniku Boeing B-29 Superfortress. Uporabili so ga tudi na lovcih Hawker Sea Fury in Grumman F8F Bearcat. Po vojni so ga uporabili na potniških letalih.

## Različice
- R-3350-13 : 2 200 KM (1 600 kW)
- R-3350-23 : 2 200 KM (1 600 kW)
- R-3350-24W : 2 500 KM (1 900 kW)
- R-3350-26W : 2 800 KM (2 100 kW)
- R-3350-32W : 3 700 KM (2 800 kW)
- R-3350-34 : 3 400 KM (2 500 kW)
- R-3350-42WA : 3 800 KM (2 830 kW)
- R-3350-53 : 2 700 KM (2 000 kW)
- R-3350-57 : 2 200 KM (1 600 kW)
- R-3350-85 : 2 500 KM (1 900 kW)
- R-3350-89A : 3 500 KM (2 600 kW)
- R-3350-93W : 3 500 KM (2 600 kW)

## Uporaba
- Beechcraft XA-38 Grizzly
- Boeing B-29 Superfortress
- Boeing XC-97 Stratofreighter
- Boeing XPBB Sea Ranger
- Canadair CP-107 Argus
- Consolidated B-32 Dominator
- Curtiss XBTC-2
- Curtiss XF14C
- Curtiss XP-62
- Douglas A-1 Skyraider
- Douglas BTD Destroyer
- Douglas DC-7
- Douglas XB-19
- Douglas XB-31
- Fairchild C-119 Flying Boxcar
- Fairchild AC-119
- Lockheed Constellation
- Lockheed L-049 Constellation
- Lockheed C-69 Constellation
- Lockheed L-649 Constellation
- Lockheed L-749 Constellation
- Lockheed L-1049 Super Constellation
- Lockheed C-121 Constellation
- Lockheed R7V-1 Constellation
- Lockheed EC-121 Warning Star
- Lockheed L-1649A Starliner
- Lockheed P-2 Neptune
- Lockheed XB-30
- Martin JRM Mars
- Martin XB-33 Super Marauder
- Martin P5M Marlin
- Stroukoff YC-134

## Tehnične specifikacije
- Tip: Dvovrstni 18-valjni zvezdasti motor
- Premer valja: 6,125 in (155,6 mm)
- Hod valja: 6,312 in (160,2 mm)
- Delovna prostornina: 3 347 in3 (54,86 L)
- Dolžina: 76,26 in (1 930 mm)
- Premer: 55,78 in (1 420 mm)
- Teža: 2 670 lb (1 212 kg)

- Izvedba ventilov: odmična gred, dva ventila na cilinder
- Polnilnik: dvohitrostni, enostopenjski
- Vplinjač: Chandler-Evans vplinjač
- Gorivo: 100/130
- Dovod olja: s črpalko (dry sump)
- Hlajenje: zračno

- Moč: 2 200 KM pri 2 800 obratih
- Specifična moč: 0,66 hp/in³
- Kompresijsko razmerje: 6,85:1
- Razmerje moč/teža: 0,82 hp/lb